# Campionat d'escacs d'Albània
El campionat d'escacs d'Albània és un torneig d'escacs estatal d'Albània per determinar el campió del país. El primer campionat tingué lloc el 1933.

## Quadre d'honor
| Any  | Guanyador                     | Guanyadora             |
| ---- | ----------------------------- | ---------------------- |
| 1933 | Xhaferr Çaushi                |                        |
| 1946 | Gaspër Shoshi                 |                        |
| 1947 | Sotir Qirjaku                 |                        |
| 1948 | Skënder Çarçani Teodor Siliqi |                        |
| 1949 | Skënder Çarçani               |                        |
| 1950 | Skënder Çarçani Sotir Qirjaku |                        |
| 1951 | Bujar Hoxha                   |                        |
| 1952 | Bujar Hoxha Ylvi Pustina      |                        |
| 1953 | Mendim Veizaj                 |                        |
| 1954 | Esat Duraku                   |                        |
| 1955 | Esat Duraku                   |                        |
| 1956 | Esat Duraku                   |                        |
| 1957 | Ylvi Pustina                  |                        |
| 1958 | Esat Duraku                   |                        |
| 1959 | Ylvi Pustina                  |                        |
| 1960 | Ylvi Pustina                  |                        |
| 1961 | Ylvi Pustina                  |                        |
| 1962 | Florian Vila                  |                        |
| 1963 | Esat Duraku                   |                        |
| 1964 | Ylvi Pustina                  |                        |
| 1965 | Ylvi Pustina                  |                        |
| 1966 | Vangjel Adhami                |                        |
| 1967 | Eqerem Konçi                  |                        |
| 1968 | Fatos Omari                   |                        |
| 1969 | Ylvi Pustina                  |                        |
| 1970 | Ylvi Pustina                  |                        |
| 1971 | Vangjel Adhami                |                        |
| 1972 | Vangjel Adhami                |                        |
| 1973 | Florian Vila                  |                        |
| 1974 | Fatos Muço                    |                        |
| 1975 | Llambi Qendro                 |                        |
| 1976 | Fatos Muço                    |                        |
| 1977 | Fatos Muço                    | Leonora Shllaku        |
| 1978 | Fatos Muço                    | Teuta Manjani          |
| 1979 | Fatos Muço                    | Teuta Manjani          |
| 1980 | Fatos Muço                    | Liri Bajo              |
| 1981 | Fatos Muço                    | Liri Bajo              |
| 1982 | Fatos Muço                    | Vega Paja              |
| 1983 | Ilir Seitaj                   | Ylvije Boriçi          |
| 1984 | Fatos Muço                    | Albana Vuji            |
| 1985 | Vangjel Adhami                | Albana Vuji            |
| 1986 | Ilir Karkanaqe                | Ylvije Boriçi          |
| 1987 | Fatos Muço                    | Ylvije Boriçi          |
| 1988 | Llambi Qendro                 | Ylvije Boriçi          |
| 1989 | Fatos Muço                    | Albana Vuji            |
| 1990 | Shkëlqim Çela                 | Rozana Gjergji         |
| 1991 | Ilir Seitaj                   | Rozana Gjergji         |
| 1992 | Altin Çela                    | Valbona Bramo          |
| 1993 | Luan Elezi                    | Valbona Bramo          |
| 1994 | Aldo Zadrima                  | Eglantina Shabanaj     |
| 1995 | Anton Gurakuqi                | Eglantina Shabanaj     |
| 1996 | Erald Dervishi                | Eglantina Shabanaj     |
| 1997 | Erald Dervishi                | Eglantina Shabanaj     |
| 1998 | Zeqir Sula                    | no jugat               |
| 1999 | Ilir Seitaj                   | Eglantina Shabanaj     |
| 2000 | Vangjel Adhami                | no jugat               |
| 2001 | Lorenc Rama                   | Rozana Gjergji         |
| 2002 | Lorenc Rama                   | Arta Alushi Driza      |
| 2003 | Laert Shytaj                  | Alda Shabanaj          |
| 2004 | Lorenc Rama                   | Rozana Gjergji         |
| 2005 | Ilir Karkanaqe                | Roela Pasku            |
| 2006 | Dritan Mehmeti                | Roela Pasku            |
| 2007 | Dritan Mehmeti                | Eglantina Shabanaj     |
| 2008 | Lorenc Rama                   | Roela Pasku            |
| 2009 | Ilir Seitaj                   | Eglantina Shabanaj     |
| 2010 | Lorenc Rama                   | Rozana Gjergji         |
| 2011 | Saimir Shabanaj               | Eglatina Shabanaj      |
| 2012 | LLambi Pasko                  | Eglantina Shabanaj     |
| 2013 | Dritan Mehmeti                | Rozana Gjergji         |
| 2014 | Dritan Mehmeti                | Eglantina Shabanaj     |
| 2015 | Franc Ashiku[2]               | Alda Shabanaj[3]       |
| 2016 | Dritan Mehmeti[4]             | Eglantina Shabanaj[5]  |
| 2017 | LLambi Pasko[6]               | Alda Shabanaj[7]       |
| 2018 | Lammbi Pasko[8]               | Eglantina Shabanaj[9]  |
| 2019 | Frank Ashiku[10]              | Eglantina Shabanaj[11] |
| 2020 | Franc Ashiku[12]              | Rozana Gjergji[13]     |
| 2021 | LLambi Pasko[14]              | Kler Çaku[15]          |
| 2022 | LLambi Pasko[16]              | Klean Shuqja[17]       |
| 2023 | Franc Ashiku[18]              | Kler Çaku[19]          |
| 2024 | Llambi Pasko[20]              | Klean Shuqja [21]      |